# کریستف کلمب
کریستُف کُلُمب یا کریستوبال کولُن (به فرانسوی: Christophe Colomb، به اسپانیایی: Cristóbal Colón) (زاده ۳۱ اکتبر ۱۴۵۱ – درگذشته ۲۰ مه ۱۵۰۶)، کاشف و دریانورد ایتالیایی و متولد جمهوری جنوا بود.او را بیشتر به خاطر کشف قاره‌ٔ آمریکا هنگامی که قصد رفتن به هندوستان را داشت می‌شناسند. او از طرف پادشاهی کاستیل (بخشی از اسپانیا)، مأموریت داشت تا راهی از سمت غرب به سوی هندوستان بیابد؛ بنابراین در سال ۱۴۹۲ میلادی با ناوگانی متشکل از ۳ کشتی سانتا ماریا، نینا و پینتا از عرض اقیانوس اطلس گذشت، اما به‌جای غرب هندوستان به آمریکا رسید. کریستف کلمب هرگز نمی‌دانست که قاره‌ای ناشناخته را برای جهان قدیم کشف کرده‌است. سفر کریستف کلمب به قاره آمریکا در قالب ۴ سفر اکتشافی صورت گرفت.
کریستف کلمب، از چهره‌های بحث‌برانگیز تاریخ است. برخی از افراد از جمله بیشتر سرخ‌پوستان آمریکا، او را مسئول مستقیم یا غیر مستقیم کشتار ده‌ها میلیون نفر از مردم بومی و عامل استعمار آمریکا از سوی اروپا می‌دانند؛ درحالی‌که برخی دیگر وی را به خاطر نقش مؤثری که در گسترش فرهنگ و تمدن غرب ایفا کرد، ستایش می‌کنند.
وضیعت قبل از کشف قاره آمریکا توسط کریستوف کلمب دوران پیشاکلمبی معرفی می شود.
در سال ۲۰۲۴، در اسپانیا مستندی با استفاده از آزمایش دی‌ان‌ای و پس از ۲۲ سال تحقیق، اعلام کرد کریستف کلمب، کاشف قاره آمریکا، یهودی سفارادی و اهل اروپای غربی بوده است. این مستند به اختلاف نظرها دربارهٔ اصلیت کلمب پایان داد. پیش از این، بسیاری او را اهل جنوآ ایتالیا می‌دانستند.

## اوایل زندگی
بنا به گفتهٔ دیوید ایکورن، نام حقیقی وی «جان کولون» بود که نام خود را به کریستفر کولومبوس (لاتین) تغییر داد. نام مادر وی سوزانا فونته‌روسا و پدرش دومینیکو بود. پدر بزرگ مادری او یعقوبو فونته‌روسا و پدرجد وی آبراهام فونته‌روسا بود. در مورد زادگاه واقعی کلمب روایت‌های مختلفی مطرح شده و دربارهٔ سال‌های نخست زندگانی او اطلاعات اندکی موجود است. اکثر تاریخ‌نگاران وی را اهل جنوا در ایتالیا می‌دانند اما برخی نیز او را اسپانیایی دانسته‌اند. کریستف کلمب در روزی بین ۲۶ اوت تا ۳۱ اکتبر سال ۱۴۵۱ زاده شد. پدرش دومنیکو کلمبو تاجر پشم و مادرش سوزانا فونتاناروسا دختر یک بازرگان پشم بود. کلمب سه برادر کوچک‌تر به نام‌های بارتولومئو، جیووانی په لگرینو و جیاکامو و خواهری به نام بیانچینتا داشت. در ۱۴۷۰ خانواده‌اش برای کار به ساوانو کوچ کردند جایی که کریستف و برادرش بارتولومئو توانستند در کنار پیشه خانوادگی، نقشه‌نگاری نیز بیاموزند. کلمب تحصیلات رسمی نداشت و تا حدود بیست و چهار سالگی خواندن و نوشتن نمی‌دانست، اما چون آرزو داشت که ناخدای کشتی شود در این دوره و بعد از آن کوشید تا با مطالعه‌ی فراوان این کمبود علمی را جبران کند.
در سال ۱۴۷۴، کلمب در شمار کارکنان کشتی گروه «سرمایه‌داران اسپنولا» که از مشتریان جنوایی پدرش بودند درآمد. پس از آن یک سالی روی یک کشتی در حوالی آب‌های جزیره خیوس، واقع در دریای اژه، خدمت کرد. کلمب پس از دیداری کوتاه از خانه، دوباره رهسپار خیوس شد و یک سال دیگر را نیز آنجا گذراند.
در سال ۱۴۷۶، همراهی با یک هیئت بازرگانی این فرصت را نصیب کلمب کرد تا برای نخستین بار به اقیانوس اطلس سفر کند ولی در حوالی خلیج سنت وینسنت دزدان‌دریایی فرانسوی به ناوگان حمله‌ور شدند و آن را به آتش کشیدند و کلمب که جان به در برده بود، به‌ناچار شش مایل (۹٫۶۵ کیلومتر) شنا کرد تا خود را به ساحل برساند.
در سال ۱۴۷۷، کلمب مقیم پرتغال شد که در آن زمان قطب بازرگانی دریایی اروپا بود و کشتی‌های زیادی از آنجا به مقصد انگلستان، ایرلند، ایسلند، جزیرهٔ مادئیرا، مجمع‌الجزایر آزور و آفریقا رهسپار می‌شدند. کریستف و بارتولومئو کار خود را در لیسبون، پایتخت پرتغال، با نقشه‌کشی آغاز کردند. پس از مدتی کلمب به‌عنوان بازرگانِ ملوان به یک ناوگان پرتغالی پیوست و طی دو سال برای خرید شکر به مادئیرا و از طریق ایرلند به ایسلند سفر کرد. او پس از سفری به سواحل غرب آفریقا به مقام نمایندگی تجاری پرتغال در کرانهٔ گینه گمارده شد (۱۴۸۵–۱۴۸۲).

## اهداف سفر

«نقشه کلمب» که در حدود سال ۱۴۹۰ در کارگاه بارتولومئو و کریستف کلمب در شهر لیسبون ساخته شد

تصوری که کلمب از موقعیات جغرافیایی داشت.

عواملی چون تبلیغ دینی و گسترش مسیحیت، شور ضداسلام در آن روزگار، قدرت کاستیل و آراگون، بیم از خطر کشور پرتغال، اشتیاق به یافتن طلا، ماجراجویی و امید به فتح سرزمین‌های جدید، نیاز اروپا به تهیه ادویه و گیاهان معطر و دارویی، انگیزه نخستین سفر کلمب به هند شد.
در عصر کلمب، اروپایی‌ها برای سفر به هند (منظور از هند آسیای جنوبی و شرقی بود) راهی نداشتند جز حرکت به سمت جنوب، دور زدن قارهٔ آفریقا از کنار دماغهٔ امید نیک و رفتن به طرف شرق در طول اقیانوس هند. در دههٔ ۱۴۸۰ میلادی، کلمب نیز خیال سفر به هند را در سر داشت ولی نه از طریق معمول. او می‌خواست با حرکت مستقیم از اروپا به سوی غرب و عبور از دریای محیط (اقیانوس اطلس) به آسیا برسد. از نظر دیگران نقشهٔ جسورانهٔ کلمب نپذیرفتنی و بی‌فایده بود و او ناچار شد برای یافتن پشتیبان در میان قدرتمندان و افراد صاحب نفوذ کوشش زیادی به کار برد.

## اولین سفر
در شب سوم اوت سال ۱۴۹۲، کلمب با ۳ کشتی از پالس دو لا فرونترا خارج شد. بزرگ‌ترین آن‌ها یک کشتی کرک بود با نام سانتاماریا و دو کشتی دیگر از نوع کوچک‌تر کاراول بودند. نام یکی از کشتی‌ها امروزه مشخص نیست و تنها با نام مستعار «پینتا» شناخته می‌شود نام یکی دیگر از کشتی‌ها «نینا» بود که به استعاره از نام مالک آن، یعنی خوان نینای موگر، گرفته شده است.

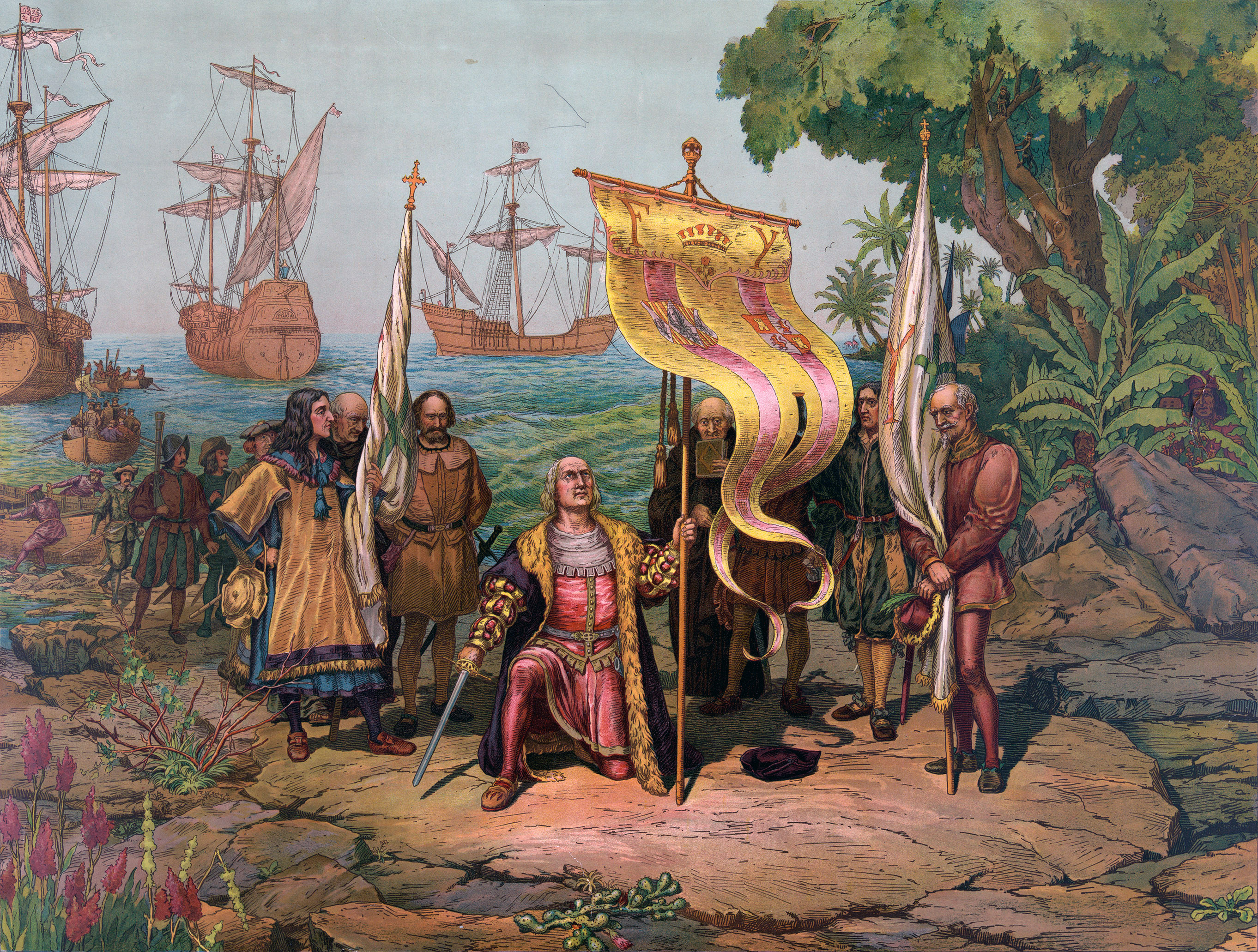
نگاره‌ای از کلمب در حال نام‌گذاری دنیای جدید

کریستف کلمب یک سال پس از رسیدن به قاره جدید (آمریکا)، در سال ۱۴۹۳ - کریستف کلمب قاره آمریکا را کشف نکرد، بلکه در مسیر آسیا اتفاقی و اشتباهی به آمریکا رسید، این سرزمین از هزاران سال پیش از کریستف کلمب ساکنینی داشت دارای فرهنگ و زبان و رسوم خاص خود- نامه‌ای هشت صفحه‌ای را برای ایزابل و فرناندو، ملکه و پادشاه اسپانیا نوشت و در آن برداشت خود از مردمان، گیاهان و جانوران سرزمین جدید را توضیح داد.

## سفر دوم

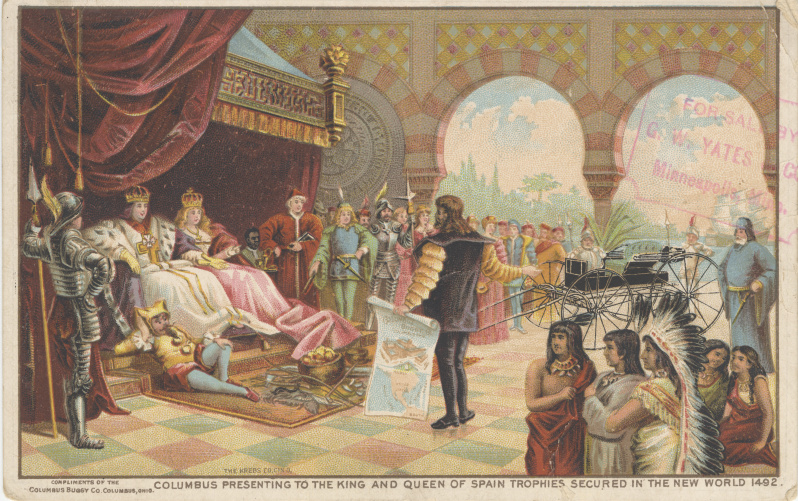
نگاره‌ای از کلمب که با کشفیات خود ازجمله بومیان آمریکا به دربار اسپانیا بازگشته است.

(۱۴۹۳–۱۴۹۶) در ۲۴ سپتامبر ۱۴۹۳، کلمب با ناوگانی از هفده کشتی مجهز با همراهی یک گروه ۱۲۰۰ نفری جهت استعمار و سرکوب بومیان، عازم آمریکا شد. او این بار نسبت به سفر اول مسیر جنوبی‌تری را برگزید و پس از ۲۶ روز به جزیرهٔ بزرگ دومینیکا (آمریکای مرکزی) رسید. سپس راه شمال را در پیش گرفت و به ترتیب جزایر آنتیل کوچک -شامل گوادلوپ، مونتسرات، آنتیگوا و نویس (Navis)- و جزایر ویرجین و پورتوریکو را کشف و همه را جزئی از قلمرو اسپانیا اعلام کرد. سپس به هیسپانیولا رفت و به جستجوی یاران پیشین برآمد اما مهاجرنشین را خالی از سکنه یافت، زیرا اروپایی‌های ساکن جزیره، همه در جنگ با بومیان کشته شده بودند. وی در مدت اقامت کوتاهش یک قلعهٔ کوچک در داخل و یک شهرک در کرانه‌های شمالی جزیره بنا نهاد.
کلمب در ادامهٔ مأموریت اکتشافی، بیشتر کرانه‌های جنوبی کوبا را از شرق تا غرب پیمود اما پیش از رسیدن به انتهای آن به این پندار که به جای جزیره با شبه‌جزیره‌ای روبروست، تغییر مسیر داد و جامائیکا را کشف کرد.
کلمب پس از سپردن امور به دست برادرانش در ۱۰ مارس ۱۴۹۶ هیسپانیولا را به مقصد اروپا ترک کرد. سفر دوم او هم به پایان رسید.

## سفر سوم و بازداشت
در سال ۱۴۹۸، کلمب برای سومین بار به آمریکا رفت. او در این سفر پیش از رسیدن به هیسپانیولا جزیرهٔ ترینیداد را کشف کرد (۳۱ ژانویه) و بخش‌هایی از ریزشگاه رودخانهٔ اورینوکو در خاک اصلی آمریکای جنوبی را پویید (اول اوت).
اوضاع در مهاجرنشین اسپانیایی ناآرام بود. مهاجرانی که وعده‌های کلمب را شنیده بودند، به طمع ثروت‌های بی‌پایان دنیای نو، راهی آمریکا شدند. اکنون ناخشنود از وضعیت خود، برکناری وی را می‌خواستند. کلمب که درگیر سرکوب بومیان بود، برای مقابله با این فتنهٔ جدید از خود شدت عمل نشان داد و چند تن از افرادش را به جرم نافرمانی اعدام کرد. شماری از ناراضیان پس از بازگشت به میهن، از کلمب به دربار اسپانیا شکایت بردند و او را به سوءمدیریت و بی‌کفایتی متهم کردند. شاه و ملکه یک بازرس سلطنتی به نام فرانسیسکو دبوبادیلا را مأمور رسیدگی به این شکایات کردند. او نیز پس از ورود به آمریکا (۱۵۰۰ میلادی) بی‌درنگ کلمب و برادرانش را از مناصبشان برکنار کرده و همه را تحت‌الحفظ به اسپانیا فرستاد. هرچند کلمب پس از مدت کوتاهی آزادیش را به دست آورد ولی مقام فرمانداری دیگر به او داده نشد.

## سفر چهارم
در ۹ مه ۱۵۰۲، کلمب برای چهارمین و آخرین بار، به آمریکا رفت با این هدف جسورانه که برای نخستین بار کرهٔ زمین را دور بزند. او و پسر کوچک‌ترش فردیناند برای یافتن راه عبوری به سوی غرب سراسر کرانه‌های آمریکای مرکزی را از بلیز تا پاناما جستجو کردند ولی حادثهٔ تصادف با یک کشتی بازرگانی بومی آنان را از ادامهٔ سفر بازداشت. تا رسیدن نیروی کمکی از هیسپانیولا، کلمب به ناچار یک سال را در جامائیکا به سر برد و سرانجام در ۷ نوامبر ۱۵۰۴ میلادی توانست به اسپانیا بازگردد.
در سال‌های آخر عمر کلمب طبق توافقات اولیه با دربار خواستار دریافت ده درصد کل سودهای بدست‌آمده از سرزمین‌های جدید شد، ولی دولت به این بهانه که وی دیگر به عنوان فرماندار انجام وظیفه نمی‌کند، قراردادهای پیشین را معتبر ندانست و درخواست‌هایش را رد کرد.
کریستف کلمب در ۲۰ مه ۱۵۰۶ در اسپانیا درگذشت. آرامگاه او در کلیسای جامع سویل یا به روایتی در کلیسای جامع سانتا دومینگو است.

## پس از مرگ

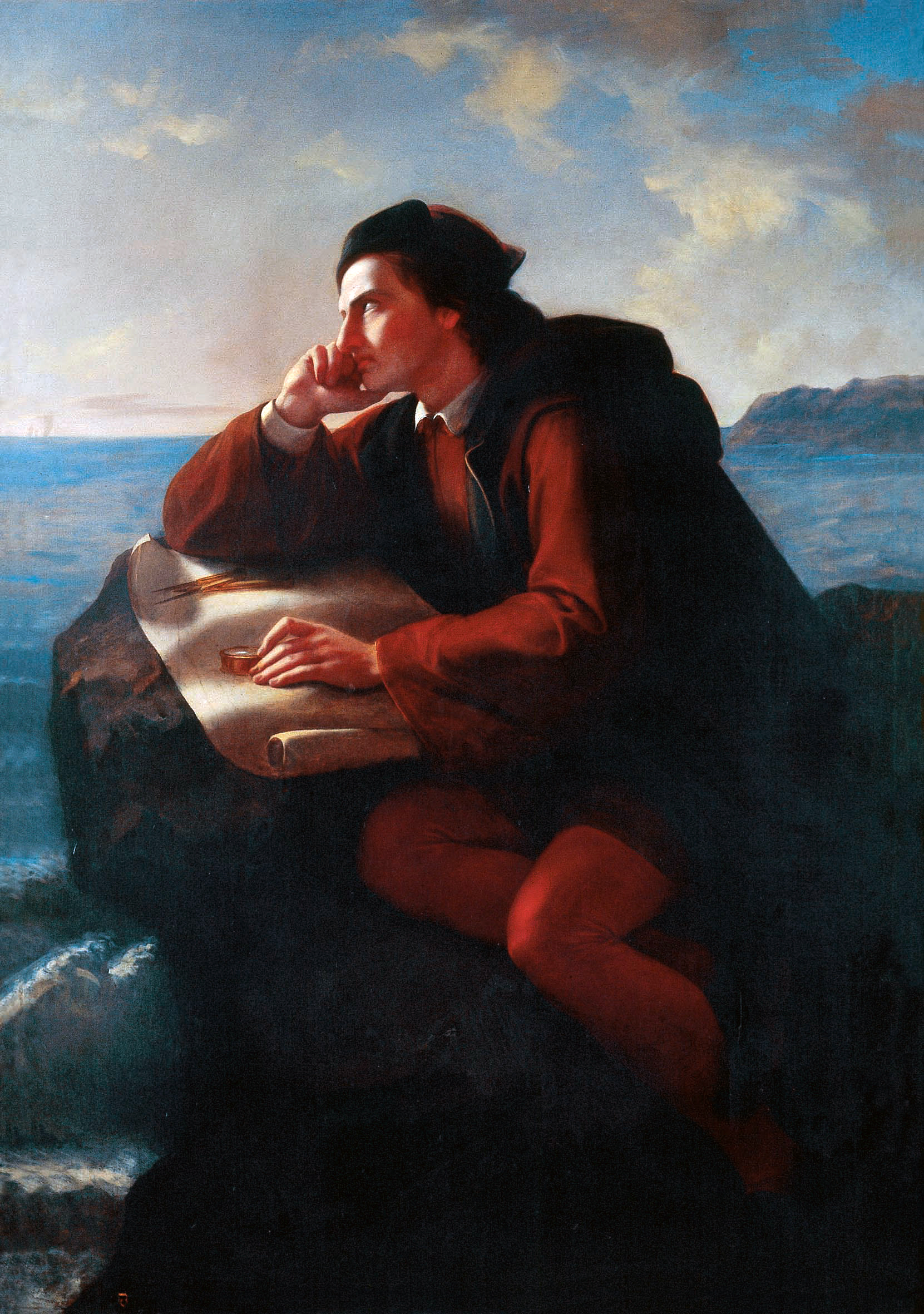
نقاشی از کریستوف کلمب. توسط خوزه ماریا اوبرگون.

کریستف کلمب وصیت کرده بود که در قاره آمریکا دفن شود، ولی در آن زمان در سال ۱۵۰۶ کلیسای مناسبی در آمریکا برای این کار یافت نشد. از این رو وی را در شهر والادولید اسپانیا دفن کردند و سپس به صومعه‌ای در سویل منتقل شد. با این حال جسد او را در سال ۱۵۴۲ از خاک خارج و به هیسپانیولا منتقل کرده و در سانتو دومینگو (پایتخت جمهوری دومینیکن) دفن کردند. در پایان قرن هفدهم، اسپانیا قسمت غربی هیسپانیولا را به فرانسه واگذار کرد و جسد کلمب به کوبا منتقل شد. بعدها هنگامی که کوبا به استقلال دست یافت، در سال ۱۸۹۸، جسد برای آخرین بار از اقیانوس اطلس گذشت و در کلیسای جامع سبیا اسپانیا دفن شد. با این حال در بنای یادبود کلمب در پایتخت جمهوری دومینیکن، جعبه‌ای حاوی استخوان‌هایی وجود دارد که روی آن نوشته شده «کریستف کلمب». محققینی که از جسد موجود در این تابوت نمونه‌برداری دی‌ان‌ای کرده‌اند می‌گویند که نتیجه با دی‌ان‌ای برادرش دیگو، که او هم در نزدیکی سویل دفن شده همخوان است.